# Grenzach-Wyhlen

Grenzach-Wyhlen im Dreiländereck

Grenzach-Wyhlen ([ˈviːlən]) ist eine Gemeinde im Landkreis Lörrach in Baden-Württemberg im äußersten Südwesten Deutschlands.

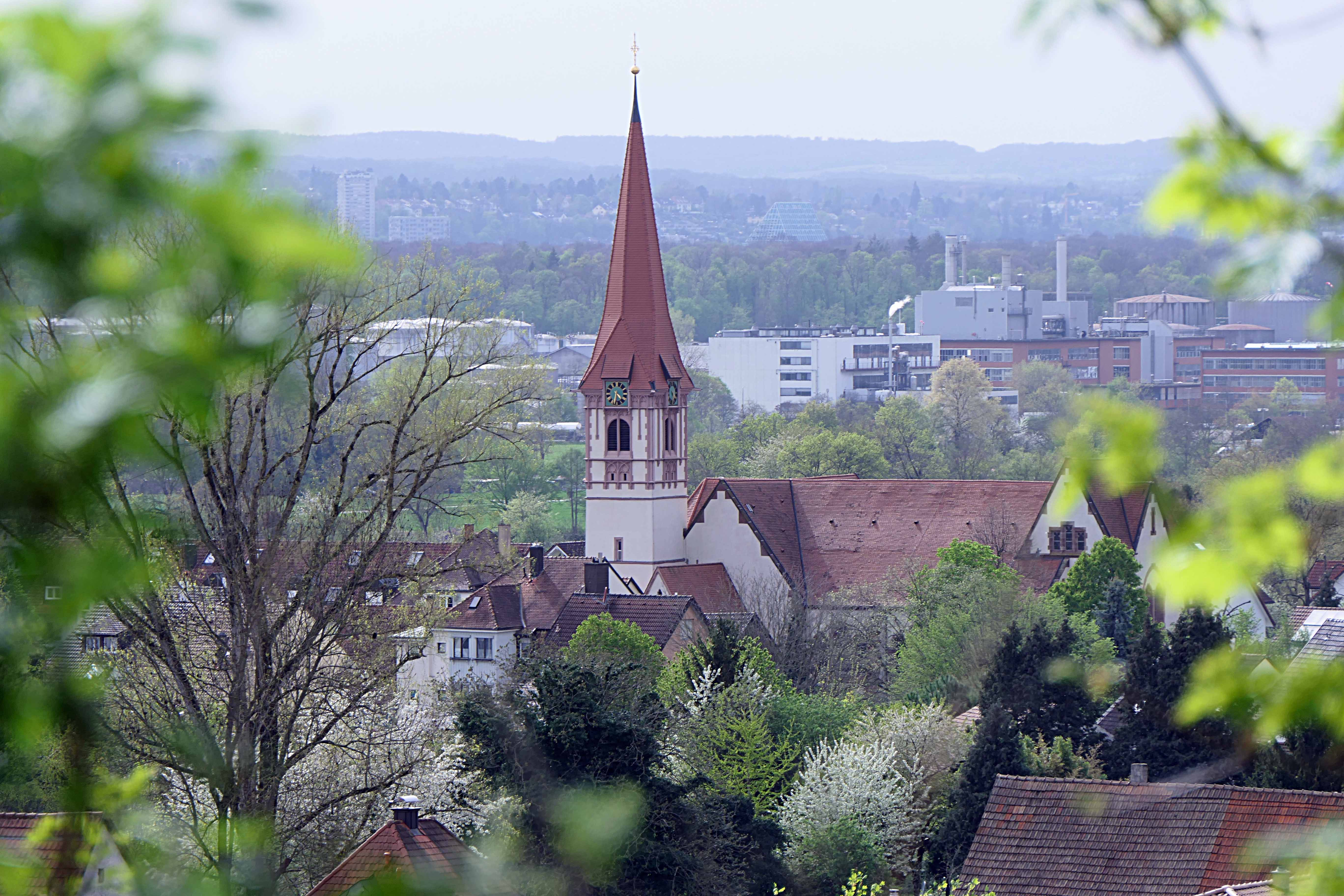
Wyhlen mit St. Georg von Nordosten

## Geographie

### Geographische Lage
Grenzach-Wyhlen liegt am Hochrhein im Dreiländereck von Schweiz, Frankreich und Deutschland an den südlichen Ausläufern des Südschwarzwalds. In direkter Nähe liegt der Dinkelberg.
Grenzach-Wyhlen ist die am südlichsten gelegene Gemeinde von Baden-Württemberg.
Die Lage der Gemeinde weist sowohl die maximale Entfernung zur Landeshauptstadt (Stuttgart; ca. 177 km Luftlinie), als auch zur Bundeshauptstadt (Berlin; ca. 688 km Luftlinie) auf.

### Geologie
Die Gemarkung von Grenzach-Wyhlen umfasst die von Auenlehm und mit vom Dinkelberghang stammendem Schwemmlehm bedeckte Schotterebene des Hochrheins und den südwestlichsten Teil des Dinkelbergplateaus. Bei diesem dominieren die teils gebankten, teils plattigen Kalke des Oberen Muschelkalks, die in den Steinbrüchen aufgeschlossen sind. Zuoberst finden sich dolomitische Bänke mit Silexknollen, die man da und dort auf den Feldern auffindet. Mittlerer und unterer Muschelkalk bilden stellenweise die unteren Hangpartien, sind aber meist von Hangschutt überdeckt, also kaum aufgeschlossen. Vom Vorhandensein des Mittleren Muschelkalks zeugen neben dem Flurnamen Gipshalde noch Mundlöcher von Stollen, in denen nach dem hier lagernden Gips gegraben wurde (z. B. beim Markhof, im Burgackerweg und in der Rebgasse).
Die Muschelkalktafel ist auf der Gemarkung Grenzach-Wyhlen durch eine ganze Schar von meist schmalen NS-streichenden tektonischen Gräben zergliedert, die mit eingesacktem Keuper, (der über dem Muschelkalk folgenden Schichtenfolge) gefüllt sind. Außerhalb der schützenden Gräben ist der Keuper weitgehend der Abtragung anheimgefallen. Nur im Rührberg-Chrischonagebiet und auf dem Neufeld ist er noch flächenhaft vorhanden. Diese Keupergräben mit ihrem keilförmigen Querschnitt sind Begleiterscheinungen der im Tertiär erfolgten Rheingrabenbildung. Sie zeugen von zerrenden Kräften quer zur Rheingrabenachse. Von West nach Ost folgen Bettinger Graben, Grenzacher Graben, Rustelgraben, Ziegelhof-Rudishaugraben, Keusbodengraben und Rührberger Graben. Im Talbach-, Rustel- und Keusbodengraben haben Bäche die weichen Keupertone z. T. ausgeräumt, so dass diese tektonischen Gräben auch im Landschaftsbild in Erscheinung treten. Völlig nivelliert ist der Ziegelhof-Rudishaugraben. Im Grenzacher Graben (im Lenzen) hat sich sogar noch ein Rest Unterjura (Lias) erhalten.
Die Dinkelberghöhen sind stellenweise mit einer Lösslehmauflage bedeckt – großflächig südlich Rührberg und auf dem Grenzacher Oberberg. Reiner Löss kommt bei Klosterhau-Mühlerain-Unterberg über Wyhlen vor (Lösswand der Hohligass!).
Im Westen wird der Dinkelberg durch eine Flexur (Abbiegezone) begrenzt. Schon am Grenzacher Horn, einem ehemaligen Steinbruch, biegen sich die Muschelkalkschichten zum Rheingraben hin ab, werden also nicht an einer Verwerfung abgeschoben.
Der Mittlere Muschelkalk führt neben Gips (Anhydrit) auch Kochsalz. Letzteres ist über Rheinniveau längst herausgelöst, hat sich aber in der Tiefe unter dem Hochrheintal erhalten. Es wurde lange Zeit in Wyhlen als Sole zutage gefördert und war Grundlage für die dortige chemische Industrie (Firma Solvay). 1863 wurde in Grenzach in einer Tiefe von 31 Meter Mineralwasser erbohrt.

### Schutzgebiete
Auf dem Gemeindegebiet von Grenzach-Wyhlen liegen sowohl die Naturschutzgebiete
- 3018-Buchswald bei Grenzach,
- 3047-Altrhein Wyhlen,
- 3150-Ruschbachtal und
- 3167-Leuengraben

als auch das Landschaftsschutzgebiet
- 3.36.003 Grenzacher Horn

Diese Schutzgebiete sind in das FFH-Gebiet 8411-341 Wälder bei Wyhlen integriert, das eine Größe von 693 Hektar hat. Ein kleiner Teil des 582 Hektar großen Vogelschutzgebiets 8311-441 Tüllinger Berg und Gleusen liegt ebenfalls auf der Gemarkung von Grenzach-Wyhlen.

### Nachbargemeinden
| Riehen     | Bettingen, Inzlingen | Degerfelden        |
| Birsfelden |                      | Herten (Baden)     |
| Muttenz    | Pratteln             | Augst, Kaiseraugst |

Die Gemeinde grenzt im Norden an Inzlingen, im Osten an die Stadt Rheinfelden (Stadtteile Degerfelden und Herten), ferner an die Schweizer Gemeinden Pratteln und Augst im Süden, an Muttenz und Birsfelden im Westen, alle im Kanton Basel-Landschaft und im Süden zudem an Kaiseraugst im Kanton Aargau sowie im Nordwesten an Riehen und Bettingen im Kanton Basel-Stadt.

### Gemeindegliederung

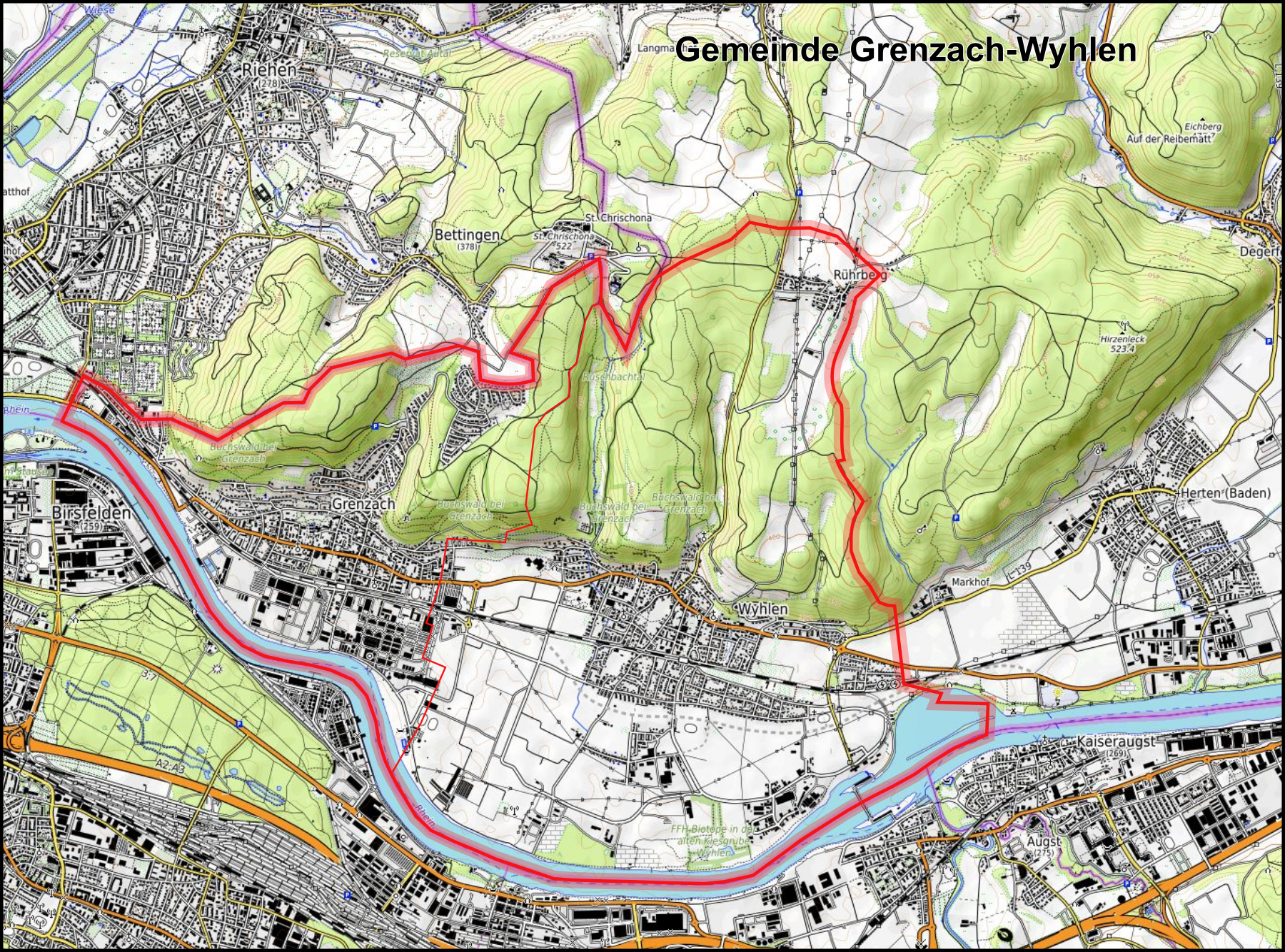
Karte von Grenzach-Wyhlen mit Gemeindegrenzen

Die Gemeinde Grenzach-Wyhlen besteht aus den ehemaligen Gemeinden Grenzach (westlicher Ortsteil) und Wyhlen (östlicher Ortsteil). Zur ehemaligen Gemeinde Grenzach gehört das Dorf Grenzach. Zur ehemaligen Gemeinde Wyhlen gehören die Dörfer Rührberg und Wyhlen, die Siedlungen Karbidfabrik, Kraftwerk, Siedlung an der Rheinfelder Straße und Sodafabrik und die Häuser Am Schacht. Der zu Grenzach-Wyhlen gehörende Ort Rührberg liegt oberhalb von Wyhlen (500 m ü. NN). Er wurde etwa 1750 erstmals schriftlich erwähnt und um 1830 wurde er von Bauern besiedelt. Rührberg hat etwa 400 bis 500 Einwohner.
Im Gebiet der ehemaligen Gemeinde Grenzach liegen die Wüstungen Bertlikon und Büttiken sowie die abgegangene Burg Burggraben. Im Gebiet der ehemaligen Gemeinde Wyhlen liegen die Wüstungen Adaghiliniswillare, Angin, Ansoldowilare, das nicht genau lokalisiert ist und eventuell in Schopfheim liegt, Auhof, Gewert oder Gewörtinsel und Linda.

## Geschichte
Die heutige Gemeinde Grenzach-Wyhlen entstand am 1. Januar 1975 durch den Zusammenschluss der ehemals selbstständigen Gemeinden Grenzach und Wyhlen im Zuge der baden-württembergischen Gebietsreform.
Erste Siedlungen in der heutigen Gemarkung sind keltischen Ursprungs und reichen bis in die die Hallstattzeit im frühen 1. Jahrtausend vor unserer Zeitrechnung zurück. Auf die keltische Besiedlung folgte eine römische Niederlassung; ab dem 3. Jahrhundert ist eine alamannische Landnahme. Der Ortsname Wyhlen ist alamannischen Ursprungs und leitet sich vom Ausdruck ze wilon (bei den Villen, Gehöften) ab, was auf eine frühmittelalterliche Besiedlung verweist.
Der Ortsname Grenzach geht auf den römischen Gutshofnamen Carantiacum zurück. 1982 wurden in Grenzach Reste einer römischen Villa rustica entdeckt; ein Jahr später kamen bei weiteren Untersuchungen Mauerreste eines zugehörigen Nebengebäudes zutage. Die Reste der römischen Villa wurden zwischen 1982 und 1984 unter Leitung des Landesdenkmalamts Baden-Württemberg archäologisch untersucht und dokumentiert. 1991 wurden weitere Mauern gefunden, die restauriert wurden und noch in den Becken sichtbar sind.
Die urkundliche Ersterwähnung der Siedlungen findet sich schließlich im 13. Jahrhundert. Grenzach und Wyhlen waren inzwischen unter fränkischer Herrschaft. Im späten Mittelalter trennte die Ortschaften eine Landesgrenze. Grenzach kam zur Markgrafschaft Baden, Wyhlen zu Vorderösterreich (Landschaft Rheintal in der Kameralherrschaft Rheinfelden). Seit etwa 1315 gab es in Grenzach ein Weiherschloss. Fast 250 Jahre (1491–1735) waren die Herren von Bärenfels, die in diesem Schloss residierten, ein bestimmender Faktor für das Dorf.
Im Dreißigjährigen Krieg und in späteren kriegerischen Auseinandersetzungen erlitten die Ortschaften schwere Verwüstungen. Mit der Gründung des Großherzogtums Baden wurde auch Wyhlen badisch, so dass die beiden Orte nach mehr als 500 Jahren wieder zur selben Territorialherrschaft gehörten.
Nordwestlich von Grenzach befindet sich der Rest einer prähistorischen Wehranlage, Burg Hornfels.
Schon Ende des 19. Jahrhunderts wurden in Wyhlen mit dem Kalkstein vom Dinkelberg und dem Salz aus der Saline Soda und Ammoniak produziert. Die 1880 eröffnete Sodafabrik war die erste Deutschlands, die nach dem Solvay-Verfahren produzierte. Das Werk der Solvay & Cie. (später: Deutsche Solvay-Werke AG) bestand bis 1953. Ein alter Bau der ehemaligen Saline ist heute noch zu sehen.
Im späten 19. Jahrhundert gründeten auch bedeutende Schweizer Unternehmen in Grenzach Niederlassungen, insbesondere 1896 die F. Hoffmann-La Roche AG und 1898 die Firma Joh. Rudolf Geigy & Co.

## Politik

### Gemeinderat
Der Gemeinderat in Grenzach-Wyhlen besteht aus 22 Mitgliedern und dem Bürgermeister als Vorsitzendem. Der Bürgermeister ist im Gemeinderat stimmberechtigt. Die Kommunalwahlen in Baden-Württemberg 2024 führte zu folgendem Endergebnis:
| Parteien und Wählergemeinschaften | Parteien und Wählergemeinschaften           | % 2024 | Sitze 2024 | Kommunalwahl 2024 %3020100 23,7 %19,7 %18,5 %16,7 %13,7 %7,7 % FWGrüneCDUSPDFDPAfDGewinne und Verlusteim Vergleich zu 2019 %p 8 6 4 2 0 −2 −4 −6+3,7 %p−4,5 %p−4,3 %p−0,3 %p−2,0 %p+7,7 %pFWGrüneCDUSPDFDPAfD |
| FW                                | Freie Wähler Grenzach-Wyhlen                | 23,7   | 5          | Kommunalwahl 2024 %3020100 23,7 %19,7 %18,5 %16,7 %13,7 %7,7 % FWGrüneCDUSPDFDPAfDGewinne und Verlusteim Vergleich zu 2019 %p 8 6 4 2 0 −2 −4 −6+3,7 %p−4,5 %p−4,3 %p−0,3 %p−2,0 %p+7,7 %pFWGrüneCDUSPDFDPAfD |
| GRÜNE                             | Bündnis 90/Die Grünen                       | 19,7   | 4          | Kommunalwahl 2024 %3020100 23,7 %19,7 %18,5 %16,7 %13,7 %7,7 % FWGrüneCDUSPDFDPAfDGewinne und Verlusteim Vergleich zu 2019 %p 8 6 4 2 0 −2 −4 −6+3,7 %p−4,5 %p−4,3 %p−0,3 %p−2,0 %p+7,7 %pFWGrüneCDUSPDFDPAfD |
| CDU                               | Christlich Demokratische Union Deutschlands | 18,5   | 4          | Kommunalwahl 2024 %3020100 23,7 %19,7 %18,5 %16,7 %13,7 %7,7 % FWGrüneCDUSPDFDPAfDGewinne und Verlusteim Vergleich zu 2019 %p 8 6 4 2 0 −2 −4 −6+3,7 %p−4,5 %p−4,3 %p−0,3 %p−2,0 %p+7,7 %pFWGrüneCDUSPDFDPAfD |
| SPD                               | Sozialdemokratische Partei Deutschlands     | 16,7   | 4          | Kommunalwahl 2024 %3020100 23,7 %19,7 %18,5 %16,7 %13,7 %7,7 % FWGrüneCDUSPDFDPAfDGewinne und Verlusteim Vergleich zu 2019 %p 8 6 4 2 0 −2 −4 −6+3,7 %p−4,5 %p−4,3 %p−0,3 %p−2,0 %p+7,7 %pFWGrüneCDUSPDFDPAfD |
| FDP                               | Freie Demokratische Partei                  | 13,7   | 3          | Kommunalwahl 2024 %3020100 23,7 %19,7 %18,5 %16,7 %13,7 %7,7 % FWGrüneCDUSPDFDPAfDGewinne und Verlusteim Vergleich zu 2019 %p 8 6 4 2 0 −2 −4 −6+3,7 %p−4,5 %p−4,3 %p−0,3 %p−2,0 %p+7,7 %pFWGrüneCDUSPDFDPAfD |
| AfD                               | Alternative für Deutschland                 | 7,7    | 2          | Kommunalwahl 2024 %3020100 23,7 %19,7 %18,5 %16,7 %13,7 %7,7 % FWGrüneCDUSPDFDPAfDGewinne und Verlusteim Vergleich zu 2019 %p 8 6 4 2 0 −2 −4 −6+3,7 %p−4,5 %p−4,3 %p−0,3 %p−2,0 %p+7,7 %pFWGrüneCDUSPDFDPAfD |
| gesamt                            | gesamt                                      | 100,0  | 22         | Kommunalwahl 2024 %3020100 23,7 %19,7 %18,5 %16,7 %13,7 %7,7 % FWGrüneCDUSPDFDPAfDGewinne und Verlusteim Vergleich zu 2019 %p 8 6 4 2 0 −2 −4 −6+3,7 %p−4,5 %p−4,3 %p−0,3 %p−2,0 %p+7,7 %pFWGrüneCDUSPDFDPAfD |
| Wahlbeteiligung                   | Wahlbeteiligung                             | 53,6 % | 53,6 %     | Kommunalwahl 2024 %3020100 23,7 %19,7 %18,5 %16,7 %13,7 %7,7 % FWGrüneCDUSPDFDPAfDGewinne und Verlusteim Vergleich zu 2019 %p 8 6 4 2 0 −2 −4 −6+3,7 %p−4,5 %p−4,3 %p−0,3 %p−2,0 %p+7,7 %pFWGrüneCDUSPDFDPAfD |

- FW: 5
- Grüne: 4
- CDU: 4
- SPD: 4
- FDP: 3
- AfD: 2

Darüber hinaus die Wahlergebnisse seit der Gemeindefusion:

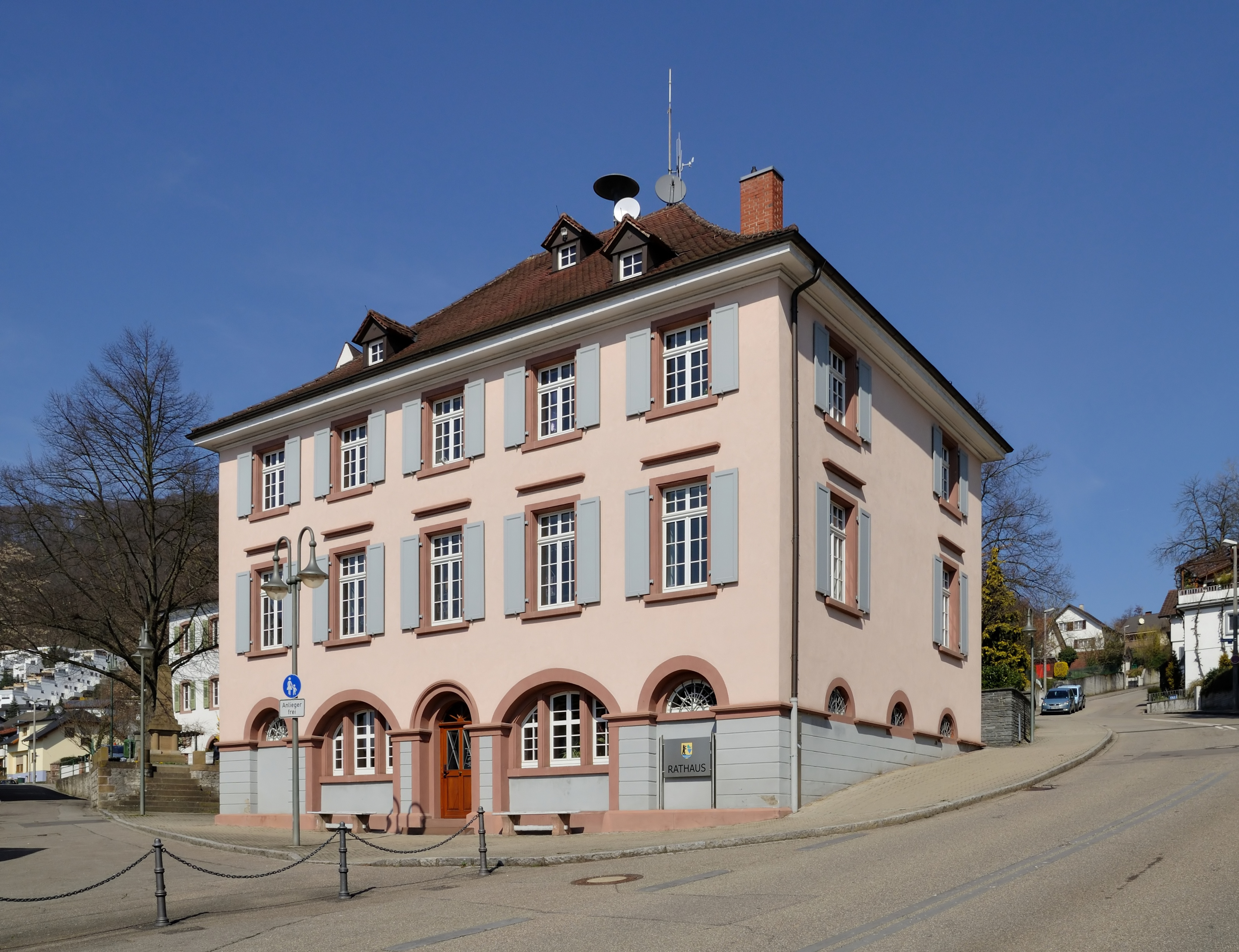
Rathaus im Ortsteil Grenzach

|                     | 2024   | 2024   | 2019   | 2019   | 2014   | 2014   | 2009   | 2009   | 2004   | 2004   | 1999   | 1999   | 1994   | 1994   | 1989  | 1989  | 1984   | 1984   | 1980    | 1980    | 1975   | 1975   |
| Wahlbeteiligung     | 54,6 % | 54,6 % | 53,4 % | 53,4 % | 44,3 % | 44,3 % | 44,3 % | 44,3 % | 45,4 % | 45,4 % | 48,3 % | 48,3 % | 59,0 % | 59,0 % | n. b. | n. b. | 56,0 % | 56,0 % | 57,24 % | 57,24 % | 61,9 % | 61,9 % |
| Partei              | Sitze  | %      | Sitze  | %      | Sitze  | %      | Sitze  | %      | Sitze  | %      | Sitze  | %      | Sitze  | %      | Sitze | %     | Sitze  | %      | Sitze   | %       | Sitze  | %      |
| ------------------- | ------ | ------ | ------ | ------ | ------ | ------ | ------ | ------ | ------ | ------ | ------ | ------ | ------ | ------ | ----- | ----- | ------ | ------ | ------- | ------- | ------ | ------ |
| FW                  | 5      | 23,7   | 5      | 20,3   | 4      | 18,8   | 3      | 15,7   | 4      | 17,9   | 5      | 23,5   | -      | -      | -     | -     | -      | -      | -       | -       | -      | -      |
| GRÜNE               | 4      | 19,7   | 5      | 24,2   | 4      | 20,0   | 3      | 16,8   | 3      | 12,7   | 2      | 11,0   | 3      | 12,9   | 3     | 14,2  | 3      | 12,6   | 1       | 6,0     | -      | -      |
| CDU                 | 4      | 18,5   | 5      | 22,8   | 6      | 25,4   | 5      | 22,4   | 6      | 25,5   | 5      | 21,8   | 6      | 28,2   | 6     | 27,3  | 6      | 27,4   | 8       | 34,9    | 8      | 33,2   |
| SPD                 | 4      | 16,7   | 4      | 17,0   | 5      | 23,5   | 5      | 21,6   | 5      | 24,5   | 6      | 25,3   | 8      | 35,6   | 7     | 32,8  | 7      | 29,0   | 7       | 31,0    | 8      | 37,7   |
| FDP                 | 3      | 13,7   | 3      | 15,7   | 3      | 12,3   | 6      | 23,5   | 4      | 17,9   | 4      | 18,4   | 5      | 23,3   | 6     | 25,7  | 6      | 28,4   | 6       | 26,6    | 6      | 29,1   |
| AfD                 | 2      | 7,7    | -      | -      | -      | -      | -      | -      | -      | -      | -      | -      | -      | -      | -     | -     | -      | -      | -       | -       | -      | -      |
| Demokratische Liste | -      | -      | -      | -      | -      | -      | -      | -      | -      | -      | -      | -      | -      | -      | -     | -     | 0      | 2,6    | -       | -       | -      | -      |
| DKP                 | -      | -      | -      | -      | -      | -      | -      | -      | -      | -      | -      | -      | -      | -      | -     | -     | -      | -      | 0       | 1,1     | -      | -      |
| NPD                 | -      | -      | -      | -      | -      | -      | -      | -      | -      | -      | -      | -      | -      | -      | -     | -     | -      | -      | 0       | 0,4     | -      | -      |
| gesamt              | 22     | 100    | 22     | 100    | 22     | 100    | 22     | 100    | 22     | 100    | 22     | 100    | 22     | 100    | 22    | 100   | 22     | 100    | 22      | 100     | 22     | 100    |

### Bürgermeister
Seit der Fusion von Grenzach und Wyhlen gab es drei Bürgermeister:
- 1975–1999: Hans-Joachim Könsler
- 1999–2014: Jörg Lutz (parteilos)
- seit 2014: Tobias Benz (CDU)

Bürgermeister ist seit dem 1. Dezember 2014 Tobias Benz (CDU). Er wurde bei seiner ersten Wahl am 26. Oktober 2014 von CDU, SPD und FDP unterstützt und mit 50,4 Prozent der Stimmen gewählt. Bei der Bürgermeisterwahl am 23. Oktober 2022 wurde er mit 97,2 Prozent der Stimmen für eine zweite Amtszeit wiedergewählt. Von 1999 bis 2014 war der parteilose Jörg Lutz Bürgermeister von Grenzach-Wyhlen; er wurde 2007 mit etwa 98 Prozent der Stimmen wiedergewählt. Im Juli 2014 wurde er zum Oberbürgermeister von Lörrach gewählt.
| Bürgermeister von Wyhlen bis 1974 - 1898–1908: Wilhelm Deschler - 1908–1911: Franz Xaver Böhler - 1911–1920: Kornel Böhler - 1920–1922: Herbert Pfeiffer - 1922–1934: Wilhelm Voegele - 1934–1943: Heribert Mutter - 1943–1945: Franz Anton Deschler - 1945–1948: Wilhelm Voegele - 1946–1968: Johann Boll - 1968–1971: Bernhard Schott (Amtsverweser) - 1971–1974: Hans-Joachim Könsler |  | Bürgermeister von Grenzach bis 1974 - 1872–1905: August Oertlin - 1906–1924: Johann Ernst Blubacher - 1924–1934: Hermann Barth - 1934–1937: Albert Karl Friedrich Schmidt - 1938–1945: Fridolin Philipp - 1945–1957: Jakob Ewelshäuser - 1957–1974: Walter Bertsch |

### Kreistag
Grenzach-Wyhlen bildet zusammen mit Inzlingen bei den Kreistagswahlen den Wahlkreis 7, der vier Vertreter in den Kreistag des Landkreises Lörrach entsendet:
|        | 2024  | 2024  | 2019  | 2019  | 2014  | 2014  |
| Partei | %     | Sitze | %     | Sitze | %     | Sitze |
| ------ | ----- | ----- | ----- | ----- | ----- | ----- |
| CDU    | 30,34 | 1     | 34,21 | 1     | 24,51 | 1     |
| FW     | 20,55 | 1     | 18,42 | 1     | 18,60 | 1     |
| GRÜNE  | 15,15 | 1     | 19,90 | 1     | 15,72 | 1     |
| SPD    | 12,22 | 1     | 11,82 | 1     | 34,03 | 1     |
| AfD    | 10,45 | 0     | 5,53  | 0     | –     | –     |
| FDP    | 9,49  | 0     | 10,11 | 0     | 7,14  | 0     |
| LINKE  | 1,8   | 0     | –     | –     | –     | –     |
| Gesamt | 100   | 4     | 100   | 4     | 100   | 4     |

### Gemeindepartnerschaften
Grenzach-Wyhlen unterhält seit 1990 eine Gemeindepartnerschaft mit dem italienischen  Pietrasanta.
Seitdem haben sich weitere freundschaftliche, wenn auch nicht offizielle, Partnerschaften zu folgenden Städten entwickelt:
- Écaussinnes, Belgien
- Villeparisis, Frankreich
- Létavértes, Ungarn
- Săcueni, Rumänien

### Wappen
Das Wappen der Gemeinde Grenzach-Wyhlen zeigt hinten auf goldenem Grund einen schwarzen linksgewendeten, rotgezungten, aufrecht stehenden Bären auf zwei blauen Wellenleisten. Vorne ist eine stilisierte, schwebende blaue Traube mit grünem Stiel und Blatt zu sehen. Die Wellenbalken deuten die Nähe des Ortes zum Rhein an, die Trauben stehen für den Weinbau. Wappen und Flagge in den Farben Blau-Gelb hat das Landratsamt Lörrach am 10. Januar 1978 verliehen. Die goldene Wappenfarbe stammt vom alten Grenzacher Wappen. Der Bär war Teil des alten Wyhlener Wappens und ist dem Wappen der Herren von Bärenfels entlehnt.

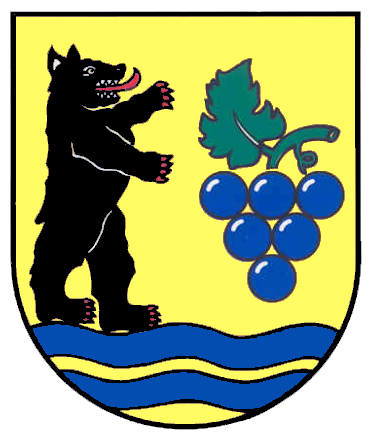
Grenzach-Wyhlen
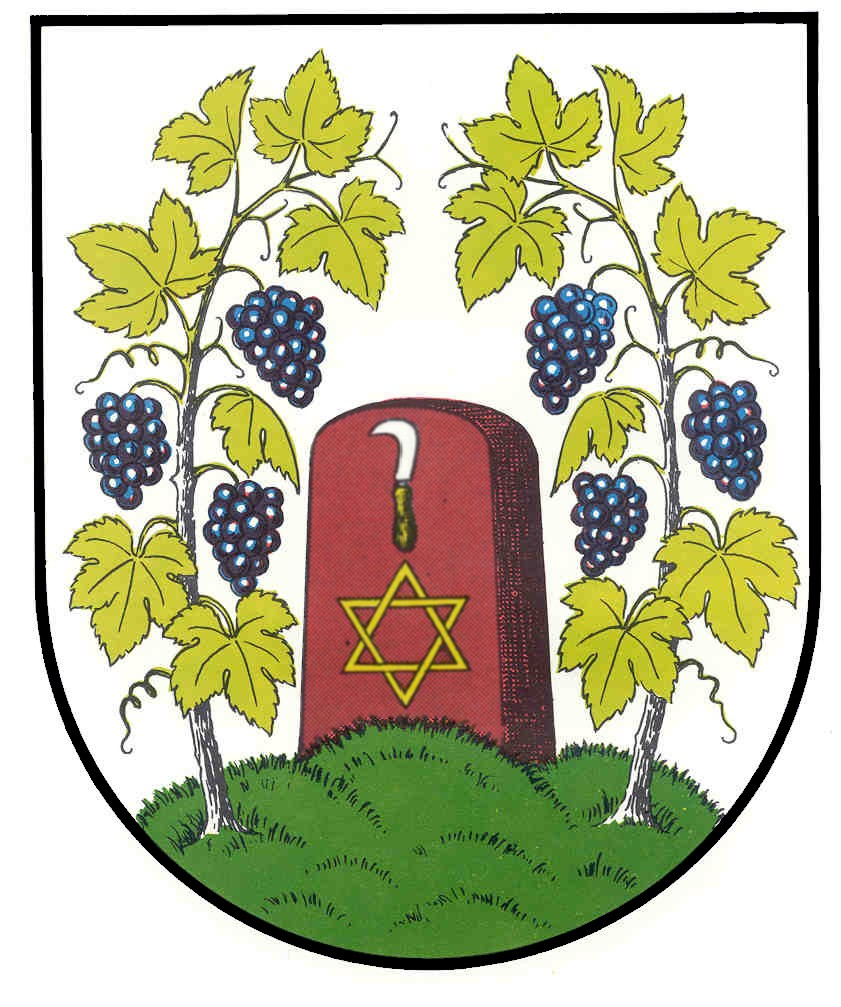
Grenzach (bis 1975)
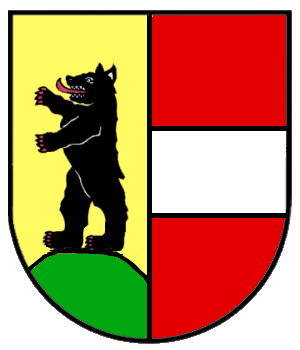
Wyhlen (bis 1975)

#### Blasonierungen
Grenzach-Wyhlen: „In Gold zwei erniedrigte blaue Wellenleisten, darauf vorne ein linkshin aufgerichteter, rot bewehrter und rot bezungter schwarzer Bär, hinten eine schwebende blaue Traube mit grünem Stiel und Blatt.“
Grenzach: Grenzstein mit Hexagramm (Winzerstern), darüber Rebmesser, beidseitig umrankt von Weinreben. Der Entwurf „In Gold ein rotes Hexagramm, darin ein Rebmesser mit blauer Schneide und schwarzem Griff“ wurde nicht angenommen, war jedoch inoffizielles Wappen.
Wyhlen: In gespaltenem Schild vorne in Gold auf grünem Dreiberg ein aufgerichteter, rot bewehrter und rot bezungter schwarzer Bär, hinten in Rot ein silberner Balken.

## Kultur und Sehenswürdigkeiten

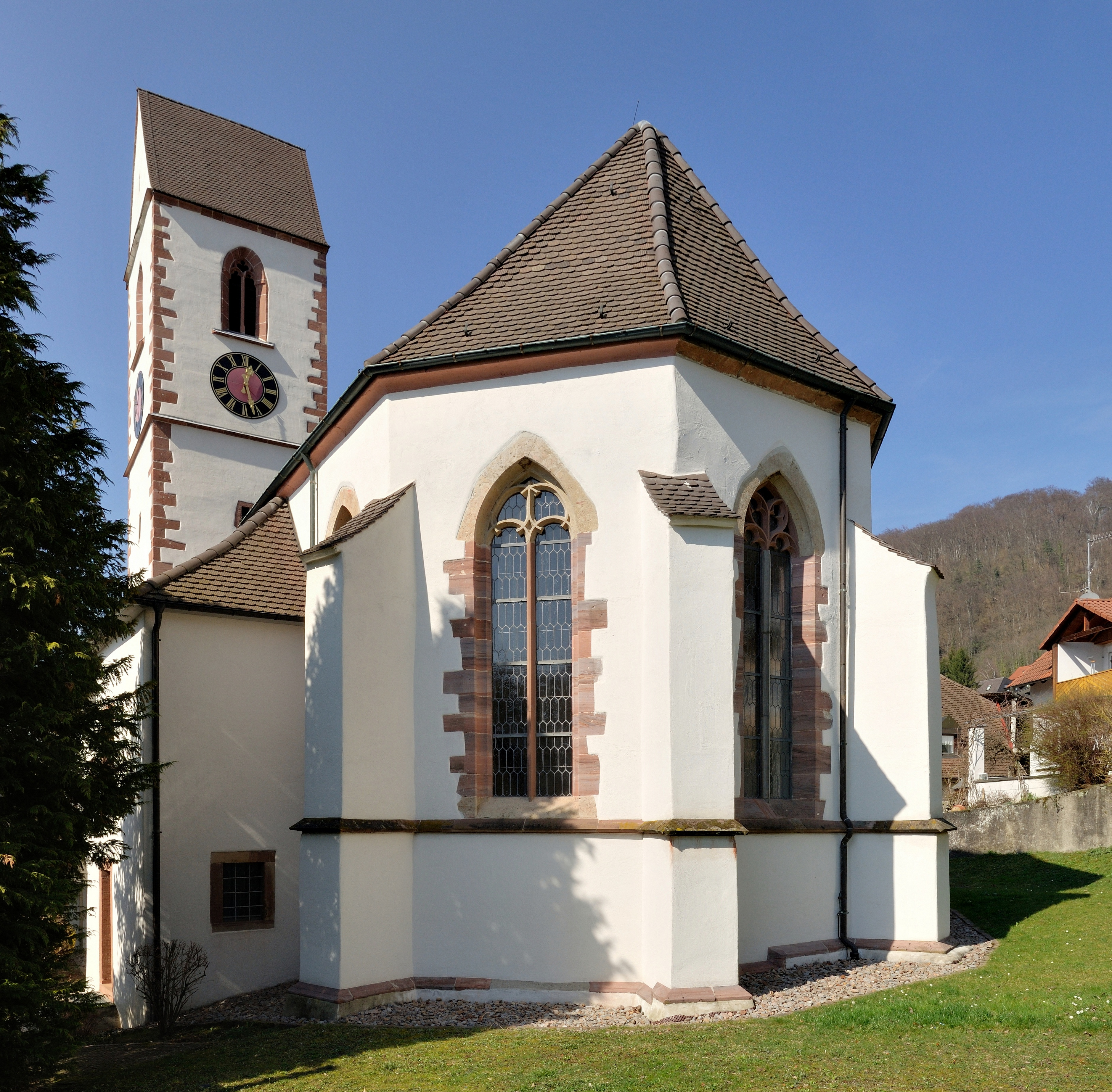
Evangelische Kirche Grenzach

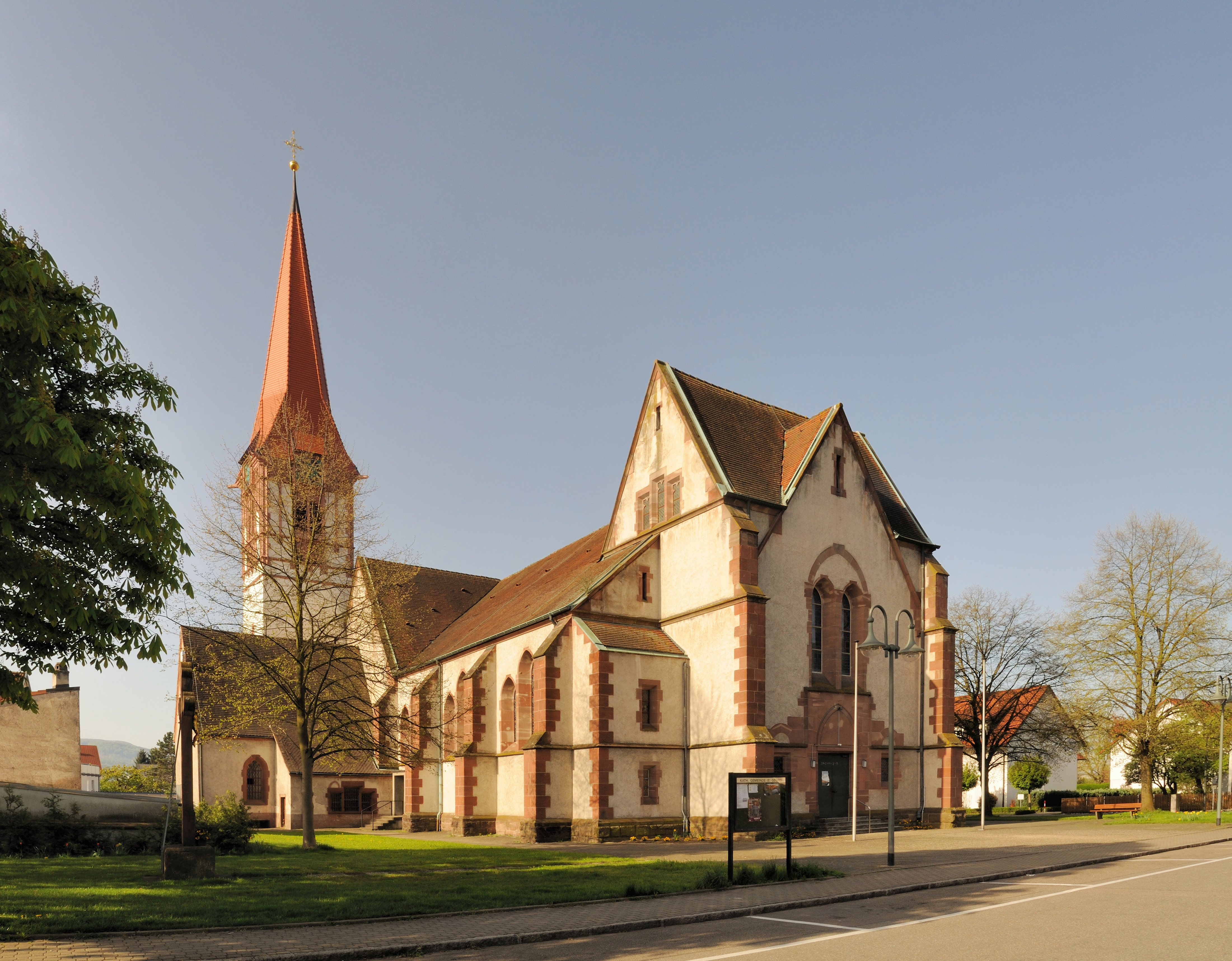
Sankt-Georg-Kirche in Wyhlen

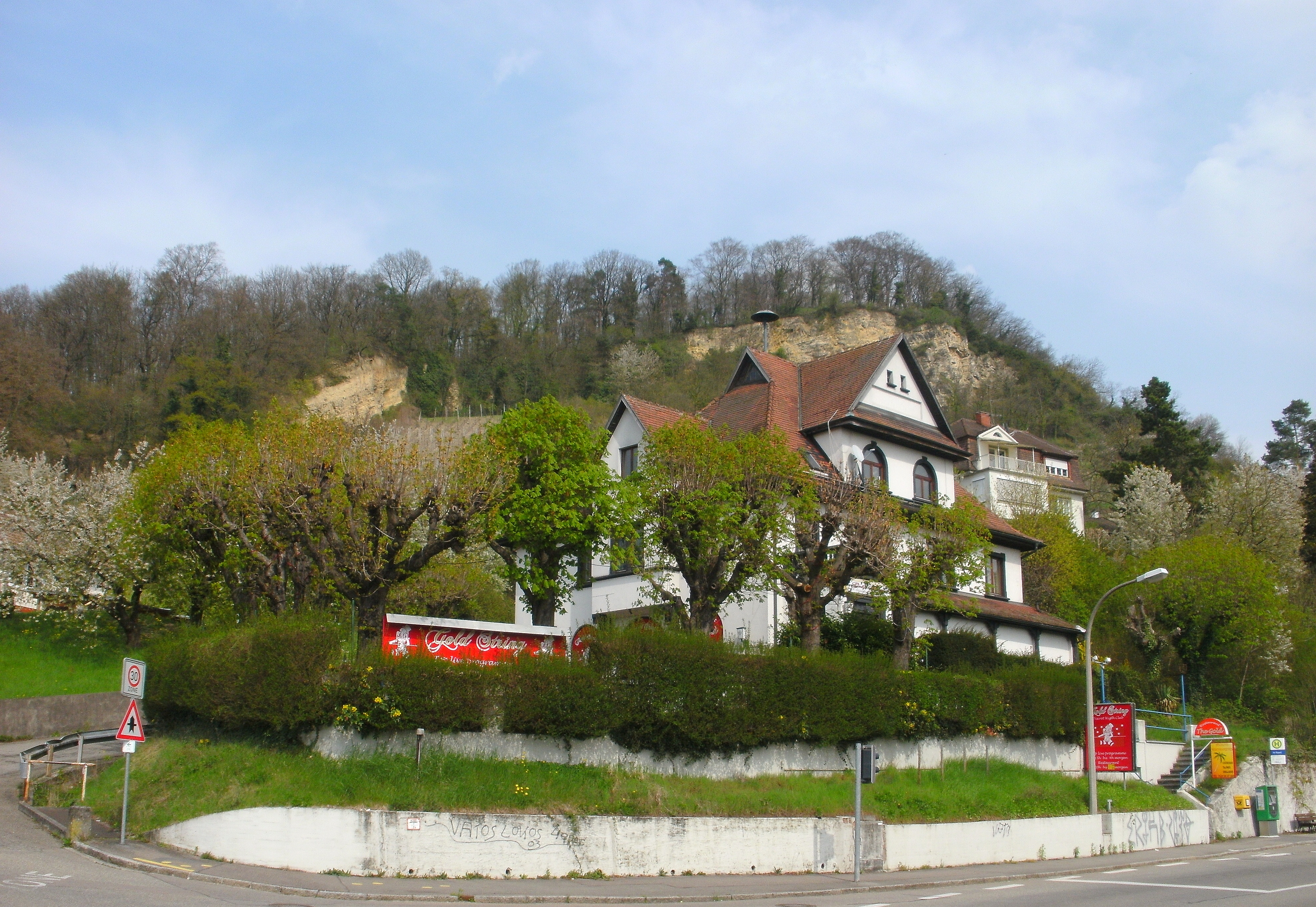
Ehemaliges Rebhaus unterhalb des Grenzacher Hornfelsens.

Besondere Erwähnungen verdienen das Grenzacher Schlössle, ein Wasserschloss, das Zehnthaus in Wyhlen, das ehemalige Prämonstratenser-Kloster Himmelspforte und das Kraftwerk Wyhlen.
Im Waldgebiet der Teilgemeinde Grenzach lag knapp oberhalb des Grenzüberganges „Riehener Weg“ (am Fußwanderweg Richtung Hornfelsen) der südlichste Bunker des sogenannten „Westwalls“, der allerdings schon kurz nach Kriegsende gesprengt wurde. Gleichwohl ist die Bunkeranlage nebst den Gräben noch gut erhalten. Der Bunker wurde aus Sicherheitsgründen vor einigen Jahren restlos eingeebnet und ist nicht mehr sichtbar.
Im Waldrandgebiet des Ortsteils Wyhlen (Nähe Engeltal) befand sich im Wald ca. 200 bis 300 m nach dem Ortsende in Wanderrichtung Markhof (Herten) ebenfalls eine stattliche Bunkeranlage aus dem Zweiten Weltkrieg. Auch sie wurde nach dem Krieg gesprengt, lag lange als gefährliche Ruine (herausstehende Armierungseisen etc.) herum und ist heute kaum noch sichtbar.
Der Ortsteil Rührberg liegt am Westweg des Schwarzwaldvereins, einem Fernwanderweg von Pforzheim nach Basel, der an vielen Sehenswürdigkeiten vorbeiführt.

### Kirchen
- St. Leodegar (Grenzach)
- St. Michael (Grenzach)
- Friedenskirche (Wyhlen)
- St. Georg (Wyhlen)

### Museen
In Grenzach befindet sich das Regional-Museum Römervilla, das vom Verein für Heimatgeschichte betreut wird. Bei der Ausgrabung wurden über zwei Meter hohe Mauerteile einer römischen Peristylvilla freigelegt sowie ein großes Badebecken, Säulen, Marmorprofile von Türen und Fenstern und hochqualitätsvolle Wandmalereien.
Mit der Umgestaltung 2011 wurde das Museum zum Regional-Museum aufgewertet und zeigt als Schwerpunkt römische Alltagskultur. Es ist das einzige Römermuseum im Landkreis Lörrach.

### Schutzgebiete
Der Buchswald bei Grenzach ist ein Naturschutzgebiet von internationaler Bedeutung, wird aber immer mehr eingedämmt durch den Buchsbaumzünsler sowie eine bestimmte Pilzart.

### Sport
Bei den Handballern des TV Grenzach spielten die 1. Damenmannschaft in der 3. Liga. Der örtliche Ruderclub RC Grenzach konnte schon einige Weltmeisterschafts-Medaillen erringen und stellt aktuelle Welt- und Europameister im Ruder- und Drachenbootsport. Außerdem besitzt der TV Grenzach eine Basketball-Abteilung die innerhalb des Basketballverbands Nordschweiz spielt. Darüber hinaus gibt auch die SG Grenzach-Wyhlen die aus dem SV Wyhlen und dem 1. FC Grenzach hervorgegangen ist, momentan spielt sie in der Kreisliga B und vor allem durch die große Jugendabteilung mit mehr als 250 Kindern und Jugendlichen bekannt ist. Weitere Vereine sind der Judoclub Grenzach-Wyhlen, zwei Tennis Vereine und andere.

## Wirtschaft und Infrastruktur
Im Ortsteil Grenzach befindet sich mit der Kesslergrube eine Mischdeponie, auf der bis 1976 Erdaushub, Bauschutt, Haus- und Gewerbemüll sowie mehr als 15.000 Tonnen toxischer Abfälle abgelagert wurden.

### Verkehr

#### Straßenverkehr
Folgende überregionale Straßen beginnen bzw. enden in Grenzach-Wyhlen:
| B34    | (Basel -) Grenzach-Wyhlen – Rheinfelden (Baden) / – Bad Säckingen – Waldshut-Tiengen – (Schaffhausen –) Gottmadingen – Singen (Hohentwiel) – Bodman-Ludwigshafen |
| L 139  | Grenzach-Wyhlen – Herten (Baden) – Degerfelden – Maulburg – Schopfheim – Langenau – Enkenstein – Wieslet L 140 – Tegernau – Neuenweg – L 131                     |
| K 6332 | Grenzach-Wyhlen – Rührberg – Inzlingen K 6331 – |

Der nächste Autobahnanschluss auf Schweizer Seite ist Basel-Wettstein / von wo aus in Richtung Norden Anschluss an die deutsche  in Richtung Freiburg im Breisgau – Karlsruhe – Frankfurt besteht, sowie an die französische  in Richtung Straßburg. In Richtung Süden erreicht man entweder Luzern – Gotthard – Tessin – Italien oder Zürich – Sankt Gallen.
Am nächstgelegenen deutschen Autobahnanschluss Rheinfelden-Süd  befindet sich der Grenzübergang zur Schweiz auf die  in Richtung Zürich – Sankt Gallen, sowie in Richtung Norden das Autobahndreieck Hochrhein mit der Überleitung auf die  in Richtung Lörrach – Weil am Rhein – . Diese Autobahn erreicht man mit der Kreisstraße aus Grenzach-Wyhlen ebenfalls über die Anschlussstelle Lörrach-Ost .
Zur Entlastung vom Durchgangsverkehr auf der B 34 wird in den kommenden Jahren eine Umgehungsstraße für die Ortsteile Grenzach und Wyhlen realisiert.

#### Öffentlicher Personennahverkehr
Die Gemeinde gehört dem Regio Verkehrsverbund Lörrach an und ist mit zwei Haltepunkten (Grenzach und Wyhlen) über die Hochrheinbahn (Basel – Singen) mit dem überregionalen Schienennetz verbunden, bis 1981 existierte zudem ein dritter Haltepunkt Grenzacherhorn. Am Badischen Bahnhof bestehen Anschlüsse an den internationalen Zugverkehr sowie an die S-Bahn Basel, die die Regionalbahn in der Vergangenheit als S7 bezeichnete. Mit dem Bau des Herzstücks in Basel und die Elektrifizierung der Hochrheinbahn soll mittelfristig auch der S-Bahn-Verkehr in Grenzach-Wyhlen verbessert werden.
Darüber hinaus verfügt sie über einige lokale und regionale Busverbindungen. Insgesamt existieren 31 Bushaltestellen, verteilt über den ganzen Ort, auch in den höher gelegenen Gebieten Neufeld und Rührberg.
Seit Dezember 2008 verbindet die Buslinie 38 Grenzach-Wyhlen mit Basel. Sie wird von der BVB und dem SBG gemeinschaftlich betrieben und fährt halbstündlich über die Grenze zwischen Deutschland und der Schweiz. Dieses Angebot wurde seitdem immer weiter ausgebaut, sodass mittlerweile montags bis samstags ein 15-Minuten-Takt zwischen 6 und 20 Uhr besteht, die Busse fahren von 5:00 Uhr morgens bis Mitternacht. Sonntags besteht ein Stundentakt und in der Nächten von Freitag auf Samstag sowie von Samstag auf Sonntag fahren je drei Nachtkurse von und nach Basel.
Die Linie 7301 verbindet Grenzach-Wyhlen ohne Umstieg mit der Kreisstadt Lörrach mit einzelnen Bussen, die Linie 7307 verbindet zudem einige Stadtteile der Nachbarstadt Rheinfelden (Baden) mit der Linie 38.
Als Citybus Grenzach-Wyhlen wird die Buslinie 7311 bezeichnet, die auf zwei Ästen die verschiedenen Ortsteile innerhalb Grenzach-Wyhlens halbstündlich bzw. stündlich mit den Bahnhöfen und der Linie 38 verbindet.
In den 2000er Jahren gab es Überlegungen für einen „Hochrhein-Güterbypass“, der auch die Gemeinde Grenzach-Wyhlen betroffen hätte. Gegen die Realisierung gab es jedoch in mehreren Orten entlang der Hochrheinbahn Anwohnerproteste, sodass das Projekt eingestellt wurde.
| Linie           | Strecke | Strecke | Betreiber   | Takt (Mo–Sa)                              | Takt (Mo–Sa)                              |
| --------------- | --- | --- | ----------- | ----------------------------------------- | ----------------------------------------- |
| RB 30           | Basel Badischer Bahnhof – Grenzach – Wyhlen – Rheinfelden (Baden) – Waldshut – Lauchringen                                                                                | Basel Badischer Bahnhof – Grenzach – Wyhlen – Rheinfelden (Baden) – Waldshut – Lauchringen                                                                                | DB Regio    | mindestens stündlich                      | mindestens stündlich                      |
| 38              | Bachgraben – Kannenfeldplatz – Schifflände – Claraplatz – Wettsteinplatz – Tinguely Museum – Hörnli Grenze – Grenzacher Horn – Sparkasse – Schulzentrum – Wyhlen Siedlung | Bachgraben – Kannenfeldplatz – Schifflände – Claraplatz – Wettsteinplatz – Tinguely Museum – Hörnli Grenze – Grenzacher Horn – Sparkasse – Schulzentrum – Wyhlen Siedlung | BVB und SBG | 15-Minuten-Takt sowie einzelne Nachtbusse | 15-Minuten-Takt sowie einzelne Nachtbusse |
| 7301            | Basel Badischer Bahnhof - | Grenzach-Wyhlen – Rheinfelden (Baden) – Schwörstadt (- Bad Säckingen) | SBG         | einzelne Busse                            | einzelne Busse                            |
| 7301            | Lörrach – Riehen - | Grenzach-Wyhlen – Rheinfelden (Baden) – Schwörstadt (- Bad Säckingen) | SBG         | einzelne Busse                            | einzelne Busse                            |
| 7307            | Wyhlen Siedlung – Herten (Baden) – Degerfelden – Eichsel – Adelhausen | Wyhlen Siedlung – Herten (Baden) – Degerfelden – Eichsel – Adelhausen | SBG         | stündlich                                 | stündlich                                 |
| 7311 Citybus GW | Grenzach Neufeld – Hebelstraße – Bahnhof Grenzach – Sparkasse – Wyhlen Schulzentrum – Hutmattenstraße                                                                     | - Klosterstraße – Himmelspforte – Rührberg | SBG         | halbstündlich                             | stündlich                                 |
| 7311 Citybus GW | Grenzach Neufeld – Hebelstraße – Bahnhof Grenzach – Sparkasse – Wyhlen Schulzentrum – Hutmattenstraße                                                                     | - Wyhlen Zentrum – Bahnhof Wyhlen – Kraftwerk – Im Fallberg | SBG         | halbstündlich                             | stündlich                                 |

Freifahrt für Schwerbehinderte gilt im grenzüberschreitenden Verkehr auch auf den bestimmten Schweizer Streckenabschnitten.

#### Radverkehr
Durch eine Alltagsroute aus dem Radnetz Baden-Württemberg sind Grenzach und Wyhlen mit Basel und über Herten und Warmbach mit Rheinfelden verbunden.
Durch Grenzach-Wyhlen verläuft als Radfernweg die rechtsrheinische Variante des Rheinradwegs, der von der Quelle des Rheins am Oberalppass im Schweizer Kanton Graubünden bis zur Mündung bei Rotterdam führt. Er verläuft von Rheinfelden nach Grenzach-Wyhlen und weiter nach Basel. Er ist am Hochrhein ausgewiesen als Eurovelo-Route 6 (Atlantik – Schwarzes Meer) und 15 (Rheinradweg) und als D-Routen 6 (Donauroute) und 8 (Rhein-Route).
Außerdem beginnt in Grenzach-Wyhlen der Badische Weinradweg. Er führt über Schweizer Gebiet, Alt-Weil (Weil am Rhein Ost) und Binzen nach Efringen-Kirchen und oberhalb des Rheintals nach Schliengen. Sein Ziel ist Laudenbach im Norden Baden-Württembergs.

### Grenzübergang
Das Hauptzollamt Lörrach unterhält in Grenzach (am Grenzacher Horn) einen Grenzübergang zur Schweizer Gemeinde Riehen.

### Ansässige Unternehmen

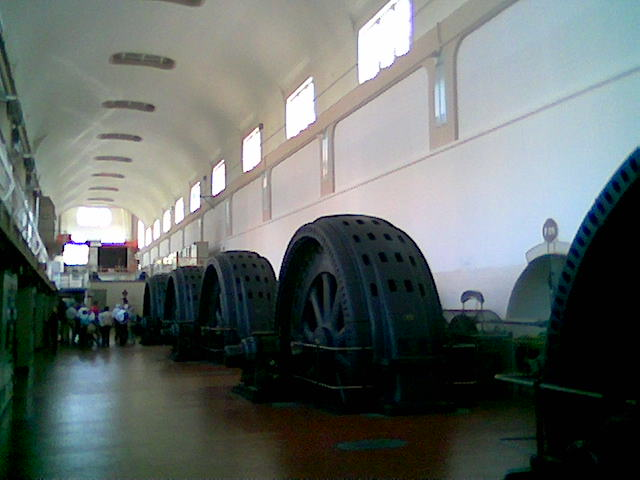
Blick in die Generatorenhalle des Wasserkraftwerks Wyhlen (deutsche Seite)

In Grenzach-Wyhlen ist die Roche Pharma AG mit über 1.200 Mitarbeitern ansässig, die für das Marketing und den Vertrieb verschreibungspflichtiger Arzneimittel auf dem deutschen Markt zuständig ist. Ebenso ist hier der Sitz der Roche Deutschland Holding GmbH – der Dachorganisation der verschiedenen deutschen Roche-Gesellschaften, die in Deutschland rund 18.000 Arbeitsplätze unterhält.
Auch die NaturEnergie AG, eine der bundesweit größten Anbieter von Ökostrom, hat in der Gemeinde ihren Sitz und betreibt an der Staustufe Augst/Wyhlen ein Wasserkraftwerk.

### Bildung
In Grenzach-Wyhlen bestehen alle Schularten des dreigliedrigen Schulsystems. Am Lise-Meitner-Gymnasium kann das Abitur abgelegt werden. Auf dem gleichen Gelände in der Kantstraße besteht auch eine Realschule. Daneben gibt es mit der Bärenfelsschule in Grenzach und der Lindenschule in Wyhlen zwei Grundschulen. Seit dem Schuljahr 2010/2011 ist die Bärenfelsschule zur Werkrealschule ausgebaut worden. Die Hebelschule in Wyhlen (Grundschule), wurde 2012 aufgelöst und ging in der Lindenschule auf. Sie war eine der ersten Grundschulen die in Baden-Württemberg in Lerngruppen klassenübergreifend unterrichtet hat.
Für die Kleinsten gibt es zwei kommunale, zwei evangelische, zwei katholische und einen privaten Kindergarten.
Im Schulzentrum Wyhlen ist auch eine Außenstelle der Musikschule Rheinfelden (Baden) untergebracht.

### Medien
Die Badische Zeitung (Ausgabe Rheinfelden/Wiesental) sowie Die Oberbadische (ehemals Oberbadisches Volksblatt) decken täglich die lokale Berichterstattung ab, gelegentlich zudem der Südkurier (Ausgabe Hochrhein).
In Grenzach-Wyhlen befand sich bis Anfang 2007 eine Sendeanlage des SWR. Sie verwendete als Antennenträger einen 111 Meter hohen, abgespannten Stahlfachwerkmast. Obwohl der Sendemast in Grenzach-Wyhlen höher als die üblicherweise bei Fernsehumsetzern verwendeten Antennenträger war, besaß die Anlage nur eine untergeordnete Bedeutung, da sie nur für das erste Fernsehprogramm auf Kanal 25 mit 35 Watt ERP Verwendung fand. Früher wurden auch noch die ersten drei Hörfunkprogramme mit 50 Watt ERP abgestrahlt.

## Persönlichkeiten

### Ehrenbürger
Wyhlen
- 1930: Jakob Schaffner (1875–1944), Schriftsteller und Träger des Johann-Peter-Hebel-Preises 1943

Grenzach-Wyhlen
- 1997: Erhard Richter (* 26. Juli 1927 in Grenzach; † 16. Juli 2019 in Grenzach-Wyhlen[35]), Oberstudiendirektor, Heimatkundler und Träger des Bundesverdienstkreuzes, der Ehrenmedaille in Gold des Landkreises, der Verdienstmedaille sowie der Heimatmedaille des Landes Baden-Württemberg (2008) für die Verdienste im Bereich der Heimatpflege
- 2023: Helmut Bauckner (* 24. September 1942 in Freiburg/Breisgau)[36]

### Mit Grenzach-Wyhlen verbundene Persönlichkeiten
- Der Dramatiker Rolf Hochhuth (1931–2020) lebte jahrelang abwechselnd in Grenzach-Wyhlen und Berlin.
- Die ehemalige Fußballerin Alexandra Stegmann (* 1983), FIFA-U-19-Weltmeisterschafts-Dritte, wuchs in Grenzach-Wyhlen auf.
- Der deutsch-schweizerische Ruderer Simon Niepmann (* 1985) wuchs in Grenzach auf und lebt noch immer dort.
- Der österreichische Schauspieler Klaus Maria Brandauer (* 1943) lebte als Jugendlicher in Grenzach, wo sein deutscher Vater Zollbeamter war.
- Der Pokerspieler Oliver Weis stammt aus Grenzach-Wyhlen.
- Der Schachgroßmeister und mehrfache deutsche Meister im Blitzschach Andreas Heimann (* 1992) wuchs in Grenzach-Wyhlen auf.

### Söhne und Töchter des Ortes
- Ernst Bürgin (1885–1966), Chemiker, Wehrwirtschaftsführer und verurteilter Kriegsverbrecher
- Mano Ziegler (1908–1991), deutscher Testpilot und Schriftsteller
- Josef Hauser (1908–1986), Maler und Grafiker
- Erhard Richter (1927–2019), Lehrer und Heimatforscher
- Barbara Claßen (1957–1990), Judoka